# Ucayali (provincie)
Ucayali is een provincie in de regio Loreto in Peru. De provincie heeft een oppervlakte van 29.293 km² en telt 73.660 inwoners (2015).De hoofdplaats van de provincie is het district Contamana.

## Bestuurlijke indeling
De provincie Ucayali is verdeeld in zes districten, UBIGEO tussen haakjes:
- (160601) Contamana, hoofdplaats van de provincie
- (160602) Inahuaya
- (160603) Padre Márquez
- (160604) Pampa Hermosa
- (160605) Sarayacu
- (160606) Vargas Guerra

Alto Amazonas · Datem del Marañón · Loreto · Mariscal Ramón Castilla · Maynas · Putumayo · Requena · Ucayali